# A babbo morto
A babbo morto è un'antica frase fatta che indica un debito che si presume verrà saldato con molto ritardo o, più specificamente, senza che vi sia una scadenza predefinita. Le prime attestazioni del modo di dire sono attestate nel Dizionario universale, critico, enciclopedico della lingua italiana del 1797, e continua ad essere comunemente utilizzato anche nell'italiano moderno .
Il modo di dire nasce in Toscana, dato l'uso del termine "babbo", e trae origine dall'abitudine degli usurai di prestare soldi ai "giovin signori" che conducevano una vita dissoluta, con la garanzia che i debiti e gli interessi sarebbero stati saldati al momento della morte del padre. Tale tesi è avvalorata dal De Mauro che inserisce il detto tra le polirematiche indicandolo come locuzione avverbiale di tipo scherzoso riferibile a "debiti che si salderanno ereditando dopo la morte del padre", o, comunque, a "lunghe e improbabili dilazioni di pagamento".
Nel dialetto toscano la locuzione viene utilizzata con altri significati lontani da quello originario. Secondo Il Devoto-Oli l'uso più comune della locuzione è per indicare pigrizia e indolenza (Che fai lì a babbo morto?). Nel vernacolo fiorentino si usa invece per indicare un'azione compiuta senza informarsi prima (L’ha chiamaho l’avvocato, ma, eh, l’è andaho là a babbo morto), e per estensione anche un'azione compiuta d'impulso senza curarsi delle conseguenze.